# Quartier de l'Arsenal
Quartier de l'Arsenal är Paris 15:e administrativa distrikt, beläget i fjärde arrondissementet. Distriktet är uppkallat efter Arsenal de Paris, vilket tidigare var ett vapen- och ammunitionsförråd.
Distriktets gränser utgörs av Quai Henri-IV i söder, Rue Saint-Paul och Rue de Turenne i väster, Rue du Pas-de-la-Mule och Place des Vosges i norr och Boulevard Beaumarchais, Place de la Bastille och Boulevard Bourdon i öster. 
Fjärde arrondissementet består även av distrikten Saint-Merri, Saint-Gervais och Notre-Dame.

## Sevärdheter
- Place des Vosges
- Hôtel de Sully
- Maison de Victor Hugo
- Square Albert-Schweitzer

## Bilder
| - De fyra administrativa distrikten i Paris fjärde arrondissement. - Hôtel de Sully. - Square Albert-Schweitzer. |

## Kommunikationer
- Tunnelbana – linje  – Sully – Morland